# Первоцвет обыкновенный
Первоцве́т обыкнове́нный, или При́мула обыкнове́нная (лат. Primula vulgaris) — многолетнее травянистое растение из рода Первоцвет.

## Ботаническое описание
Высота растения — от 5 до 20 см.

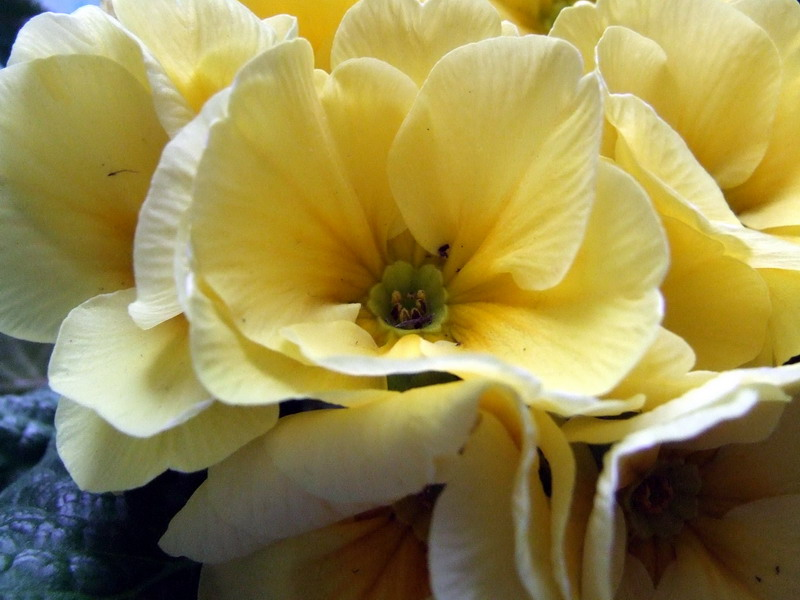
Цветок примулы обыкновенный

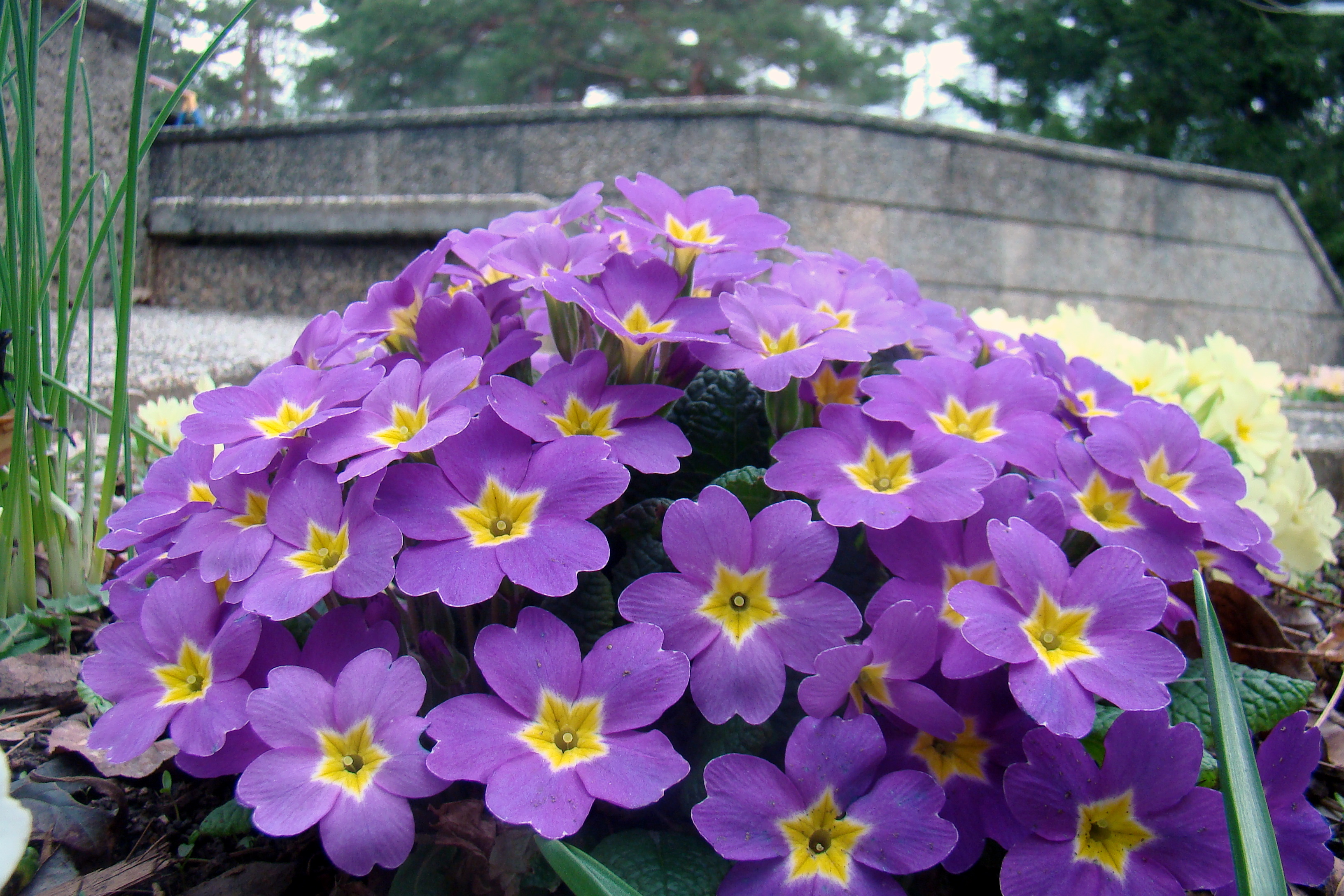
Цветки бывают различных оттенков

Корневище короткое с большим количеством корней.
Листья продолговато-овальные, ланцетовидные, зубчатые по краям, морщинистые, опушённые, снизу, в отличие от некоторых других видов Первоцвета, зеленоватые, без мучнистого налёта. Длиной 5—25 см, шириной 2—4 см.
Цветки воронковидные, от 2 до 4 см в диаметре, различной окраски. Собраны в сидячее или почти сидячее соцветие. Время цветения в условиях Европейской части России — апрель-июль.
Для Первоцвета обыкновенного, как и для некоторых других видов этого рода, характерна диморфная гетеростилия.
Плод — яйцевидная коробочка.

## Распространение и экология
Естественный ареал вида — Карпаты, Крым, Закавказье, Европейская часть России, почти вся Западная Европа (от Португалии, Испании и Италии на юге до Норвегии на севере), север Африки (Алжир), Ближний Восток и Центральная Азия.

## Значение и применение
Как и многие другие виды первоцветов, Первоцвет обыкновенный хорошо известен в культуре. Растение морозостойко. Предпочитает плодородные хорошо дренированные почвы. Любит полутень и обильный полив. Размножают растение семенами, делением и корневыми черенками.
Известен сорт 'Gigha White', цветки которого по краям белые, а в центре жёлтые.

## Таксономия
- Primula vulgaris Huds., 1762, Fl. Angl. : 70

Вид Первоцвет обыкновенный относится к роду Первоцвет (Primula) семейства Первоцветные (Primulaceae) порядка Верескоцветные (Ericales) последовательно входящего в клады Астериды → Суперастериды → Эвдикоты → Цветковые растения. Таксономическая схема в соответствии с Системой APG IV по состоянию на декабрь 2023 года:
|  |                          |  |                                   |                                   |                        |  | еще 21 семейство | еще 21 семейство |                            |  |                         |  | еще 552 подтвержденных вида и 245 видов в статусе "неподтвержденных" | еще 552 подтвержденных вида и 245 видов в статусе "неподтвержденных" |  |
|  |                          |  |                                   |                                   |                        |  | еще 21 семейство | еще 21 семейство |                            |  |                         |  | еще 552 подтвержденных вида и 245 видов в статусе "неподтвержденных" | еще 552 подтвержденных вида и 245 видов в статусе "неподтвержденных" |  |
|  |                          |  |                                   | порядок Верескоцветные            |                        |  |                  |                  | род Первоцвет              |  |                         |  |                                                                      |                                                                      |  |
|  |                          |  |                                   | порядок Верескоцветные            |                        |  |                  |                  | род Первоцвет              |  | 3 внутривидовых таксона |  |                                                                      |                                                                      |  |
|  | клада Цветковые растения |  |                                   |                                   | семейство Первоцветные |  |                  |                  | вид Первоцвет обыкновенный |  |                         |  |                                                                      |                                                                      |  |
|  | клада Цветковые растения |  |                                   |                                   |                        |  |                  |                  |                            |  |                         |  |                                                                      |                                                                      |  |
|  |                          |  | ещё 63 порядка цветковых растений | ещё 63 порядка цветковых растений |                        |  |                  | еще 57 родов     | еще 57 родов               |  |                         |  |                                                                      |                                                                      |  |
|  |                          |  |                                   | ещё 63 порядка цветковых растений |                        |  |                  |                  | еще 57 родов               |  |                         |  |                                                                      |                                                                      |  |

### Внутривидовые таксоны
- Primula vulgaris subsp. atlantica (Maire & Wilczek) Greuter & Burdet
- Primula vulgaris subsp. balearica (Willk.) W.W.Sm. & Forrest
- Primula vulgaris subsp. rubra (Sm.) Arcang.

### Синонимы
- Primula acaulis Hill
- Primula bicolor Raf.
- Primula calycantha Retz.
- Primula grandiflora Lam.
- Primula hybrida Schrank
- Primula inodora Hill
- Primula pseudoacaulis Schur
- Primula sylvestris Scop.
- Primula variabilis Bastard
- Primula veris var. acaulis L.
- Primula vernalis Salisb.